# Avort spontan
Avortul spontan, cunoscut și ca pierderea sarcinii, reprezintă moartea naturală a unui embrion sau fetus înainte de capacitatea de a supraviețui independent. Unii folosesc perioada limită de 20 de săptămâni de gestație după care moartea fetală este cunoscută drept naștere a unui copil mort.

## Simptome
Cel mai frecvent simptom al unui avort spontan este sângerarea vaginală. Aceasta poate apărea cu sau fără durere. Țesut sau material asemănător cheagurilor poate fi eliminat din vagin. Tristețea, anxietatea și vina se pot manifesta de asemenea.

## Factorii de risc și diagnostic
Factorii de risc pentru avort spontan includ vârsta înaintată a mamei sau a tatălui, avorturi spontane anterioare, expunerea la fumul de tutun, obezitatea, diabetul și consumul de droguri sau alcool. La persoane sub vârsta de 35 de ani, riscul este de aproximativ 10%, fiind de aproximativ 45% la cele cu vârsta peste 40 de ani. Riscul începe să crească în jurul vârstei de 30 de ani. Aproximativ 80% din avorturile spontane au loc în primele 12 saptamani de sarcină (primul trimestru). Mecanismul de bază în aproximativ jumătate din cazuri implică anomalii cromozomiale. Alte afecțiuni care pot produce simptome similare includ o sarcină ectopică și sângerare de implantare. Diagnosticarea unui avort spontan poate implica examinarea colului uterin pentru a vedea dacă este deschis sau închis, testarea nivelurilor gonadotropinei corionice umane (hCG) în sânge și ecografia.

## Tratament
Prevenția este ocazional posibilă cu o bună îngrijire prenatală. Acest lucru poate implica evitarea drogurilor și a alcoolului, a bolilor infecțioase și radiațiilor. În mod obișnuit, nu este necesar un tratament specific în primele 7 până la 14 zile. Majoritatea femeilor vor efectua avortul fără intervenții. Ocazional este necesară o procedură cunoscută sub numele dilatare și chiuretaj (D&C) sau medicație, misoprostol, pentru a elimina sarcina pierdută. Femeile cu rhesus negativ pot necesita Rho(D) imunoglobulină. Analgezicele și suportul emoțional pot fi benefice.

## Epidemiologie
Avortul spontan este cea mai frecventă complicație a sarcinii în stadii incipiente. Dintre femeile care știu că sunt însărcinate, rata de avort spontan este de aproximativ 10% până la 20%, în timp ce ratele determinate luând în considerare numărul total de concepții este de aproximativ 30% până la 50%. Aproximativ 5% dintre femei suferă două avorturi spontane la rând.

## Legături externe
- en Hoffman, Barbara (2012). Williams gynecology. New York: McGraw-Hill Medical. ISBN 9780071716727.